# Emowo
Emowo – wieś w Polsce położona w województwie mazowieckim, w powiecie przasnyskim, w gminie Przasnysz. Wieś ma status sołectwa.
W latach 1975–1998 miejscowość administracyjnie należała do województwa ostrołęckiego.
W 1877 roku oddzielono od dóbr Dobrzankowo 300 mórg, które rozprzedano w częściach. W 1881 roku pojawia się obecna nazwa wsi. Około 1834 roku szeroko rozrzucona wieś liczyła 16 numerów. Obecnie 15 zamieszkanych posesji i 69 mieszkańców.